# Чорне (Прилуцький район)
Чо́рне (до 2024 року — Червоне́) —  село в Україні, в Ічнянській міській громаді Прилуцького району Чернігівської області. Населення становить 14 осіб. До 2017 року орган місцевого самоврядування — Будянська сільська рада.

## Географія
Село Чорне знаходиться на правому березі річки Іченька, вище за течією на відстані 2 км розташоване село Киколи, нижче за течією на відстані 3 км розташоване село Грабів, на протилежному березі - село Лучківка. До села примикає лісовий масив (дуб, сосна).

## Історія
19 вересня 2024 року Верховна Рада підтримала перейменування села Червоне на Чорне. 26 вересня 2024 року перейменування набуло чинності.